# Cividade (freguesia)

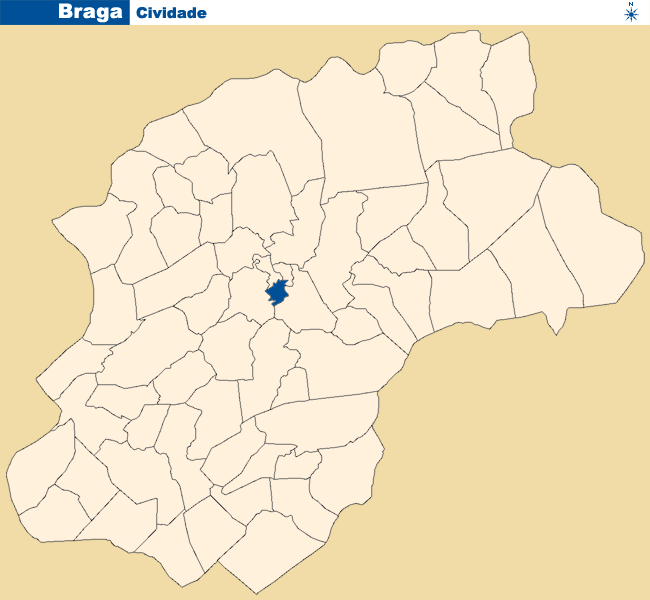

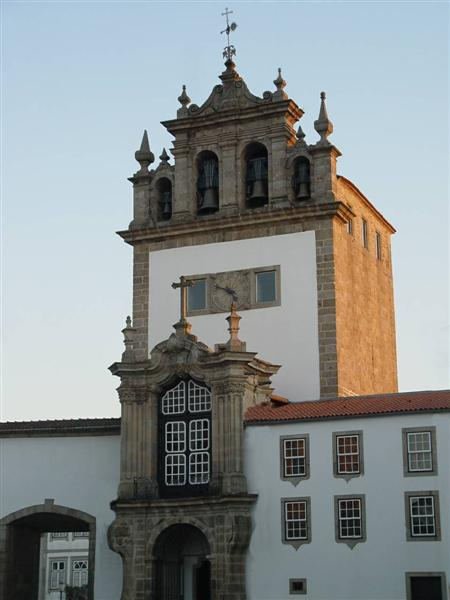
Capela da Nossa Senhora da Torre

Cividade é uma área urbana ou bairro da cidade portuguesa e do Município de Braga que foi sede da extinta Freguesia de Cividade, freguesia que tinha 0,3 km² de área e 1 422 habitantes (2011), e, por isso, uma densidade populacional de 4 740 hab/km².
A Freguesia de Cividade foi extinta em 2013, no âmbito de uma reforma administrativa nacional, tendo sido agregada às freguesias de Maximinos e Sé, para formar uma nova freguesia denominada União das Freguesias de Braga (Maximinos, Sé e Cividade) com a sede em Maximinos.
Situada na colina homónima, no coração de Braga, Cividade coincide com o centro de Bracara Augusta. Desde essa época que Cividade foi sempre citadina. Possui um enorme espólio de arqueologia, no entanto é defendido por muitos que o espólio é uma parte da realidade. O urbanismo constante ao longo dos tempos, e o existente, impossibilita novas explorações arqueológicas.
O nome Cividade provém de grande Castro, apesar de não estar provado que ali tenha existido um castro. Certos historiadores defendem a existência de um Castro na colina. A teoria baseia-se principalmente em que Bracara Augusta foi construída sobre um castro, aproveitando o material existente. Bracara Augusta situa-se no topo de uma colina, e não à beira rio ou perto de campos férteis condições típicas nas fundações de cidades romanas, essas condições existem a poucos quilómetros na zona ribeirinha do rio Cávado. Os historiadores de opinião contrária criticam esta teoria, pois a colina de Cividade é de relevo suave, não possuindo grande desnível. Recentemente a descoberta ao acaso de um Balneário pré-romano em Maximinos (freguesia adjacente) relançou a questão.

## População
| População da freguesia de Braga (Cividade) (1864 – 2011) | População da freguesia de Braga (Cividade) (1864 – 2011) | População da freguesia de Braga (Cividade) (1864 – 2011) | População da freguesia de Braga (Cividade) (1864 – 2011) | População da freguesia de Braga (Cividade) (1864 – 2011) | População da freguesia de Braga (Cividade) (1864 – 2011) | População da freguesia de Braga (Cividade) (1864 – 2011) | População da freguesia de Braga (Cividade) (1864 – 2011) | População da freguesia de Braga (Cividade) (1864 – 2011) | População da freguesia de Braga (Cividade) (1864 – 2011) | População da freguesia de Braga (Cividade) (1864 – 2011) | População da freguesia de Braga (Cividade) (1864 – 2011) | População da freguesia de Braga (Cividade) (1864 – 2011) | População da freguesia de Braga (Cividade) (1864 – 2011) | População da freguesia de Braga (Cividade) (1864 – 2011) |
| -------------------------------------------------------- | -------------------------------------------------------- | -------------------------------------------------------- | -------------------------------------------------------- | -------------------------------------------------------- | -------------------------------------------------------- | -------------------------------------------------------- | -------------------------------------------------------- | -------------------------------------------------------- | -------------------------------------------------------- | -------------------------------------------------------- | -------------------------------------------------------- | -------------------------------------------------------- | -------------------------------------------------------- | -------------------------------------------------------- |
| 1864                                                     | 1878                                                     | 1890                                                     | 1900                                                     | 1911                                                     | 1920                                                     | 1930                                                     | 1940                                                     | 1950                                                     | 1960                                                     | 1970                                                     | 1981                                                     | 1991                                                     | 2001                                                     | 2011                                                     |
| 1 225                                                    | 1 486                                                    | 1 523                                                    | 1 711                                                    | 2 172                                                    | 1 637                                                    | 2 249                                                    | 1 980                                                    | 2 532                                                    | 1 873                                                    | 1 451                                                    | 2 945                                                    | 2 032                                                    | 1 884                                                    | 1 422                                                    |

## Património
- Igreja de São Paulo
- Igreja de São Sebastião das Carvalheiras
- Torres medievais e conjunto da Senhora da Torre (arco e capela)
- Palácio dos Falcões (Governo Civil de Braga)
- Casa de Gualdim Pais
- Cruzeiro do Campo de São Tiago
- Casa do Avelar
- Palacete da Diocese (Antiga Judiaria)
- Residência do Alcaide
- Termas romanas da Cividade ou Alto da Cividade ou Colina da Cividade
- Casa da Rua dos Pelames ou Casa da Rua de S. Geraldo, Nº 51 - 55
- Edifícios na Rua de Santo António das Travessas
- Teatro romano do Alto da Cividade
- Domus Romana (localizada no claustro do Seminário de S. Paulo) (arqueologia)
- Insula nos terrenos do Museu de D. Diogo de Sousa (arqueologia)
- Ruínas romanas inseridas no edifício da Bibliopólis

## Museus
Cividade contém três museus, o Museu Regional de Arqueologia D. Diogo de Sousa, o Museu Medina e o Museu Pio XII.